# Élections cantonales de 1979 dans le Finistère
Les élections cantonales françaises de 1979 ont eu lieu les 18 et 25 mars 1979.

## Contexte départemental

### Assemblée départementale sortante
| Parti                            | Sigle   | Élus |
| -------------------------------- | ------- | ---- |
| Majorité (31 sièges)             |         |      |
| Centre des démocrates sociaux    | UDF-CDS | 16   |
| Rassemblement pour la République | RPR     | 6    |
| Parti républicain                | UDF-PR  | 5    |
| Adhérents directs de l'UDF       | UDF-AD  | 3    |
| Divers droite                    | DVD     | 1    |
| Opposition (19 sièges)           |         |      |
| Parti socialiste                 | PS      | 14   |
| Parti communiste français        | PCF     | 4    |
| Parti socialiste unifié          | PSU     | 1    |
| Président du conseil général     |         |      |
| Louis Orvoën (UDF-CDS)           |         |      |

## Résultats à l’échelle du département

### Résultats en nombre de sièges
| Parti | Sièges mis en jeu | Élus | Évolution |
| ----- | ----------------- | ---- | --------- |
| PS    | 7                 | 11   | +4        |
| PCF   | 2                 | 0    | -2        |
| CNIP  | 1                 | 1    | =         |
| RPR   | 1                 | 1    | =         |
| UDF   | 12                | 10   | -2        |

### Assemblée départementale élue
| Parti                                            | Sigle   | Élus |
| ------------------------------------------------ | ------- | ---- |
| Majorité (20 sièges)                             |         |      |
| Centre démocrate                                 | CD      | 12   |
| Républicains indépendants                        | RI      | 6    |
| Parti républicain, radical et radical-socialiste | Rad/Dvg | 2    |
| Gauche (19 sièges)                               |         |      |
| Parti socialiste                                 | PS      | 17   |
| Parti communiste français                        | PCF     | 2    |
| Parti socialiste unifié                          | PSU     | 1    |
| UDR et apparentés (9 sièges)                     |         |      |
| Rassemblement pour la République                 | RPR     | 5    |
| Centre national des indépendants et paysans      | CNIP    | 4    |
| Président du conseil général                     |         |      |
| Louis Orvoën (UDF-CDS)                           |         |      |

## Résultats par canton

### Canton d'Arzano
Jean Fichoux (UDF-PR), élu depuis 1949 ne se représente pas.
| Candidats | Candidats       | Étiquette | Premier tour | Premier tour | Second tour | Second tour |
| Candidats | Candidats       | Étiquette | Voix         | %            | Voix        | %           |
| --------- | --------------- | --------- | ------------ | ------------ | ----------- | ----------- |
|           | Georges Dauphin | PS        | 1 344        | 49,00        | 1 459       | 51,55       |
|           | Michel Balanant | UDF-CDS   | 1 277        | 46,56        | 1 371       | 48,25       |
|           | André Derrien   | PCF       | 122          | 4,45         |             |             |
|           |                 |           |              |              |             |             |
| Inscrits  | Inscrits        | Inscrits  | 3 173        | 100,00       | 3 173       | 100,00      |
| Votants   | Votants         | Votants   | 2 793        | 88,02        | 2 857       | 90,04       |
| Exprimés  | Exprimés        | Exprimés  | 2 743        | 98,21        | 2 830       | 99,06       |

### Canton de Bannalec
| Candidats | Candidats             | Étiquette | Premier tour | Premier tour |
| Candidats | Candidats             | Étiquette | Voix         | %            |
| --------- | --------------------- | --------- | ------------ | ------------ |
|           | Pierre Boëdec *       | PS        | 2 526        | 55,96        |
|           | Jean-Claude Bottereau | PCF       | 818          | 18,12        |
|           | Michel Bellin         | RPR       | 746          | 16,53        |
|           | Guy Flégéo            | App.FLB   | 424          | 9,39         |
|           |                       |           |              |              |
| Inscrits  | Inscrits              | Inscrits  | 6 697        | 100,00       |
| Votants   | Votants               | Votants   | 4 621        | 69,00        |
| Exprimés  | Exprimés              | Exprimés  | 4 514        | 97,69        |

*sortant

### Canton de Brest-I
Georges Kerdoncuff (PS) élu depuis 1973 ne se représente pas.
| Candidats | Candidats        | Étiquette | Premier tour | Premier tour | Second tour | Second tour |
| Candidats | Candidats        | Étiquette | Voix         | %            | Voix        | %           |
| --------- | ---------------- | --------- | ------------ | ------------ | ----------- | ----------- |
|           | Yvette Duval     | PS        | 2 941        | 27,10        | 6 057       | 53,53       |
|           | Joseph Gentil    | App.UDF   | 2 135        | 19,67        | 5 306       | 46,69       |
|           | Jean-Yves Boulic | UDF-PR    | 2 124        | 19,57        |             |             |
|           | Yvon Pichavant   | PCF       | 1 804        | 16,62        |             |             |
|           | Henri Hermann    | RPR       | 1 144        | 10,54        |             |             |
|           | Claude Cabon     | UDB       | 705          | 6,50         |             |             |
|           |                  |           |              |              |             |             |
| Inscrits  | Inscrits         | Inscrits  | 18 076       | 100,00       | 18 083      | 100,00      |
| Votants   | Votants          | Votants   | 11 087       | 61,34        | 11 632      | 64,33       |
| Exprimés  | Exprimés         | Exprimés  | 10 583       | 97,89        | 11 363      | 97,69       |

### Canton de Brest-II
| Candidats | Candidats           | Étiquette | Premier tour | Premier tour | Second tour | Second tour |
| Candidats | Candidats           | Étiquette | Voix         | %            | Voix        | %           |
| --------- | ------------------- | --------- | ------------ | ------------ | ----------- | ----------- |
|           | Francis Le Blé *    | PS        | 2 917        | 34,60        | 4 757       | 54,42       |
|           | Marcel Richard      | UDF-PR    | 2 228        | 26,43        | 3 984       | 45,58       |
|           | Louis Le Roux       | PCF       | 1 733        | 20,56        |             |             |
|           | Jean-Paul Kermarrec | App.RPR   | 1 552        | 18,41        |             |             |
|           |                     |           |              |              |             |             |
| Inscrits  | Inscrits            | Inscrits  | 15 564       | 100,00       | 15 564      | 100,00      |
| Votants   | Votants             | Votants   | 8 579        | 55,12        | 8 907       | 57,23       |
| Exprimés  | Exprimés            | Exprimés  | 8 430        | 98,26        | 8 741       | 98,14       |

*sortant

### Canton de Brest-IV
| Candidats | Candidats                      | Étiquette | Premier tour | Premier tour | Second tour | Second tour |
| Candidats | Candidats                      | Étiquette | Voix         | %            | Voix        | %           |
| --------- | ------------------------------ | --------- | ------------ | ------------ | ----------- | ----------- |
|           | Georges Lombard                | App.UDF   | 4 419        | 42,24        | 5 763       | 52,40       |
|           | Jean-Marie Garrigou-Lagrange * | PS        | 2 538        | 24,26        | 5 235       | 47,60       |
|           | Gabriel Paul                   | PCF       | 1 435        | 13,72        |             |             |
|           | Gérard Rees-Phillips           | CNIP      | 981          | 9,38         |             |             |
|           | Roger « Ronan » Leprohon (br)  | UDB       | 787          | 7,52         |             |             |
|           | Léon Mestius                   | RPR       | 303          | 2,90         |             |             |
|           |                                |           |              |              |             |             |
| Inscrits  | Inscrits                       | Inscrits  | 18 272       | 100,00       | 18 272      | 100,00      |
| Votants   | Votants                        | Votants   | 10 623       | 58,14        | 11 241      | 61,52       |
| Exprimés  | Exprimés                       | Exprimés  | 10 463       | 98,49        | 10 998      | 97,84       |

*sortant

### Canton de Brest-VI
| Candidats | Candidats                    | Étiquette | Premier tour | Premier tour | Second tour | Second tour |
| Candidats | Candidats                    | Étiquette | Voix         | %            | Voix        | %           |
| --------- | ---------------------------- | --------- | ------------ | ------------ | ----------- | ----------- |
|           | Marie-Jacqueline Desouches * | PS        | 2 641        | 28,73        | 5 348       | 56,94       |
|           | Marie-Louise Le Gall         | UDF-AD    | 2 223        | 24,18        | 4 045       | 43,05       |
|           | Yvonne Lagadec               | PCF       | 1 893        | 20,59        |             |             |
|           | Jean-Pierre Le Gorgeu        | RPR       | 1 178        | 12,81        |             |             |
|           | Jean Daumer                  | UDB       | 932          | 10,14        |             |             |
|           | Jean-Claude Tanguy           | PFN       | 327          | 3,56         |             |             |
|           |                              |           |              |              |             |             |
| Inscrits  | Inscrits                     | Inscrits  | 17 024       | 100,00       | 17 024      | 100,00      |
| Votants   | Votants                      | Votants   | 9 355        | 54,95        | 9 587       | 56,32       |
| Exprimés  | Exprimés                     | Exprimés  | 9 194        | 98,28        | 9 393       | 97,98       |

*sortant

### Canton de Carhaix-Plouguer
| Candidats | Candidats           | Étiquette | Premier tour | Premier tour | Second tour | Second tour |
| Candidats | Candidats           | Étiquette | Voix         | %            | Voix        | %           |
| --------- | ------------------- | --------- | ------------ | ------------ | ----------- | ----------- |
|           | Jean Rohou          | App.UDF   | 4 436        | 46,16        | 5 507       | 53,14       |
|           | Jean-Pierre Jeudy * | PCF       | 3 557        | 37,01        | 4 857       | 46,86       |
|           | Yves Guillou        | PS        | 1 063        | 11,06        |             |             |
|           | Francis Favereau    | UDB       | 555          | 5,78         |             |             |
|           |                     |           |              |              |             |             |
| Inscrits  | Inscrits            | Inscrits  | 12 310       | 100,00       | 12 310      | 100,00      |
| Votants   | Votants             | Votants   | 9 722        | 78,98        | 10 560      | 85,78       |
| Exprimés  | Exprimés            | Exprimés  | 9 611        | 98,86        | 10 364      | 9814        |

*sortant

### Canton de Concarneau
Robert Jan (PCF) élu depuis 1973 ne se représente pas.
| Candidats | Candidats         | Étiquette | Premier tour | Premier tour | Second tour | Second tour |
| Candidats | Candidats         | Étiquette | Voix         | %            | Voix        | %           |
| --------- | ----------------- | --------- | ------------ | ------------ | ----------- | ----------- |
|           | Paulette Lecroc   | App.UDF   | 4 092        | 35,09        | 4 958       | 42,34       |
|           | Gilbert Le Bris   | PS        | 3 712        | 31,83        | 6 751       | 57,66       |
|           | Joseph Argouarc'h | PCF (*)   | 3 036        | 26,03        |             |             |
|           | Yves Rouger       | UDB       | 814          | 6,98         |             |             |
|           |                   |           |              |              |             |             |
| Inscrits  | Inscrits          | Inscrits  | 17 693       | 100,00       | 17 682      | 100,00      |
| Votants   | Votants           | Votants   | 11 882       | 67,16        | 11 989      | 67,80       |
| Exprimés  | Exprimés          | Exprimés  | 11 661       | 98,14        | 11 709      | 97,67       |

### Canton de Crozon
| Candidats | Candidats           | Étiquette | Premier tour | Premier tour | Second tour | Second tour |
| Candidats | Candidats           | Étiquette | Voix         | %            | Voix        | %           |
| --------- | ------------------- | --------- | ------------ | ------------ | ----------- | ----------- |
|           | Claude Yvenat       | PS        | 2 791        | 35,74        | 5 057       | 59,47       |
|           | Louis Jacquin *     | App.UDF   | 1 547        | 19,81        | 3 447       | 40,53       |
|           | Michel Le Roux      | RPR       | 1 359        | 17,40        |             |             |
|           | Jean-Jacques Fabien | CNIP      | 1 062        | 13,60        |             |             |
|           | Sylviane Quilfen    | PCF       | 565          | 7,24         |             |             |
|           | Roland Riou         | UDB       | 347          | 4,44         |             |             |
|           | Henri Hélias        | PSU       | 145          | 1,86         |             |             |
|           |                     |           |              |              |             |             |
| Inscrits  | Inscrits            | Inscrits  | 12 522       | 100,00       | 12 560      | 100,00      |
| Votants   | Votants             | Votants   | 7 928        | 63,31        | 8 721       | 69,44       |
| Exprimés  | Exprimés            | Exprimés  | 7 816        | 98,59        | 8 504       | 97,51       |

*sortant

### Canton de Daoulas
| Candidats | Candidats         | Étiquette | Premier tour | Premier tour |
| Candidats | Candidats         | Étiquette | Voix         | %            |
| --------- | ----------------- | --------- | ------------ | ------------ |
|           | Joseph Malléjac * | UDF-AD    | 4 731        | 54,36        |
|           | François Brélivet | PS        | 1 724        | 19,81        |
|           | Gabriel Quiniou   | DVG-Opp°  | 1 543        | 17,73        |
|           | André Le Gac      | PCF       | 705          | 8,10         |
|           |                   |           |              |              |
| Inscrits  | Inscrits          | Inscrits  | 13 261       | 100,00       |
| Votants   | Votants           | Votants   | 8 954        | 67,52        |
| Exprimés  | Exprimés          | Exprimés  | 8 703        | 97,20        |

*sortant

### Canton de Fouesnant
| Candidats | Candidats             | Étiquette | Premier tour | Premier tour |
| Candidats | Candidats             | Étiquette | Voix         | %            |
| --------- | --------------------- | --------- | ------------ | ------------ |
|           | Louis Le Calvez *     | UDF-CDS   | 4 974        | 61,78        |
|           | Gérard Marrec         | PS        | 1 874        | 23,28        |
|           | Jean-Jacques Bataille | PCF       | 1 203        | 14,94        |
|           |                       |           |              |              |
| Inscrits  | Inscrits              | Inscrits  | 11 517       | 100,00       |
| Votants   | Votants               | Votants   | 8 258        | 71,70        |
| Exprimés  | Exprimés              | Exprimés  | 8 051        | 97,49        |

*sortant

### Canton de Lanmeur
Yves Moal (PS) élu depuis 1970 ne se représente pas.
| Candidats | Candidats          | Étiquette | Premier tour | Premier tour | Second tour | Second tour |
| Candidats | Candidats          | Étiquette | Voix         | %            | Voix        | %           |
| --------- | ------------------ | --------- | ------------ | ------------ | ----------- | ----------- |
|           | Jean-René Cadran   | PS (*)    | 2 488        | 40,10        | 4 492       | 70,77       |
|           | Yves Charles       | PCF       | 1 995        | 32,15        |             |             |
|           | Anne-Marie Le Roux | RPR       | 1 595        | 25,71        | 1 855       | 29,23       |
|           | André Mouton       | DVG-Opp°  | 127          | 2,05         |             |             |
|           |                    |           |              |              |             |             |
| Inscrits  | Inscrits           | Inscrits  | 8 805        | 100,00       | 8 805       | 100,00      |
| Votants   | Votants            | Votants   | 6 333        | 71,93        | 6 446       | 73,21       |
| Exprimés  | Exprimés           | Exprimés  | 6 205        | 97,98        | 6 347       | 98,46       |

### Canton de Lannilis
| Candidats | Candidats              | Étiquette | Premier tour | Premier tour |
| Candidats | Candidats              | Étiquette | Voix         | %            |
| --------- | ---------------------- | --------- | ------------ | ------------ |
|           | Léon Guéguen *         | UDF-PR    | 5 095        | 66,44        |
|           | Alain Lambert          | PS        | 948          | 12,36        |
|           | Jean-François Kervern  | SAV       | 614          | 8,01         |
|           | Yves Gourvès           | PSU       | 593          | 7,73         |
|           | Marie-France Pellennec | PCF       | 419          | 5,46         |
|           |                        |           |              |              |
| Inscrits  | Inscrits               | Inscrits  | 10 694       | 100,00       |
| Votants   | Votants                | Votants   | 7 915        | 74,01        |
| Exprimés  | Exprimés               | Exprimés  | 7 669        | 96,89        |

*sortant

### Canton de Plabennec
| Candidats | Candidats             | Étiquette   | Premier tour | Premier tour |
| Candidats | Candidats             | Étiquette   | Voix         | %            |
| --------- | --------------------- | ----------- | ------------ | ------------ |
|           | Jean-Louis Goasduff * | RPR         | 4 776        | 62,92        |
|           | Antoine Marzin        | PS (ex PSU) | 1 876        | 24,71        |
|           | Jean-Pierre Lavanant  | UDB         | 531          | 7,00         |
|           | Yvon Drévillon        | PCF         | 408          | 5,38         |
|           |                       |             |              |              |
| Inscrits  | Inscrits              | Inscrits    | 10 189       | 100,00       |
| Votants   | Votants               | Votants     | 7 810        | 76,65        |
| Exprimés  | Exprimés              | Exprimés    | 7 591        | 97,20        |

*sortant

### Canton de Pleyben
| Candidats | Candidats           | Étiquette | Premier tour | Premier tour | Second tour | Second tour |
| Candidats | Candidats           | Étiquette | Voix         | %            | Voix        | %           |
| --------- | ------------------- | --------- | ------------ | ------------ | ----------- | ----------- |
|           | Christian Savidan * | App.UDF   | 1 871        | 33,48        | 2 634       | 49,64       |
|           | Pierre Jamet        | CNIP      | 1 574        | 28,16        |             |             |
|           | François Philippot  | PS        | 1 232        | 22,04        | 2 672       | 50,36       |
|           | Jean-Yves Le Moal   | DVD-Opp   | 598          | 12,02        |             |             |
|           | Jean-Michel Parc    | PCF       | 594          | 10,63        |             |             |
|           | Yves Le Lay         | UDB       | 318          | 5,69         |             |             |
|           |                     |           |              |              |             |             |
| Inscrits  | Inscrits            | Inscrits  | 7 473        | 100,00       | 7 472       | 100,00      |
| Votants   | Votants             | Votants   | 5 653        | 75,65        | 5 525       | 73,94       |
| Exprimés  | Exprimés            | Exprimés  | 5 589        | 98,87        | 5 306       | 96,04       |

*sortant

### Canton de Ploudalmézeau
| Candidats | Candidats        | Étiquette | Premier tour | Premier tour | Second tour | Second tour |
| Candidats | Candidats        | Étiquette | Voix         | %            | Voix        | %           |
| --------- | ---------------- | --------- | ------------ | ------------ | ----------- | ----------- |
|           | Alphonse Arzel * | UDF-CDS   | 3 321        | 42,70        | 3 620       | 51,31       |
|           | Charles Pavot    | CNIP      | 1 506        | 19,36        |             |             |
|           | Jules Legendre   | UDF-PSD   | 1 389        | 17,86        | 1 980       | 28,07       |
|           | Joseph Roudot    | PS        | 1 041        | 13,38        | 1 455       | 20,62       |
|           | René L'Hostis    | UDB       | 390          | 5,01         |             |             |
|           | Michel Baron     | PCF       | 131          | 1,68         |             |             |
|           |                  |           |              |              |             |             |
| Inscrits  | Inscrits         | Inscrits  | 10 172       | 100,00       | 10 171      | 100,00      |
| Votants   | Votants          | Votants   | 7 933        | 77,99        | 7 354       | 72,30       |
| Exprimés  | Exprimés         | Exprimés  | 7 778        | 98,05        | 7 055       | 95,94       |

*sortant

### Canton de Plouescat
Eugène Le Rue (CNIP) élu depuis 1966 ne se représente pas.
| Candidats | Candidats        | Étiquette   | Premier tour | Premier tour | Second tour | Second tour |
| Candidats | Candidats        | Étiquette   | Voix         | %            | Voix        | %           |
| --------- | ---------------- | ----------- | ------------ | ------------ | ----------- | ----------- |
|           | Yves Priser      | App.UDF-CDS | 2 594        | 46,08        | 2 779       | 100,00      |
|           | René Dincuff     | RPR         | 1 803        | 32,03        |             |             |
|           | Pierre Moal      | UDB         | 721          | 12,81        |             |             |
|           | Marcel Quéré     | PS          | 389          | 6,91         |             |             |
|           | Emmanuel Charles | PCF         | 122          | 2,17         |             |             |
|           |                  |             |              |              |             |             |
| Inscrits  | Inscrits         | Inscrits    | 7 303        | 100,00       | 7 301       | 100,00      |
| Votants   | Votants          | Votants     | 5 727        | 78,42        | 3 168       | 43,39       |
| Exprimés  | Exprimés         | Exprimés    | 5 629        | 98,29        | 2 779       | 87,72       |

### Canton de Plouzévédé
| Candidats | Candidats          | Étiquette | Premier tour | Premier tour |
| Candidats | Candidats          | Étiquette | Voix         | %            |
| --------- | ------------------ | --------- | ------------ | ------------ |
|           | Jacques de Menou * | UDF-AD    | 3 210        | 57,14        |
|           | Marcel L'Aot       | PS        | 2 170        | 38,63        |
|           | Yves Lagadec       | PCF       | 238          | 4,24         |
|           |                    |           |              |              |
| Inscrits  | Inscrits           | Inscrits  | 7 236        | 100,00       |
| Votants   | Votants            | Votants   | 5 740        | 79,33        |
| Exprimés  | Exprimés           | Exprimés  | 5 618        | 97,98        |

*sortant

### Canton de Pont-Croix
Position sur la centrale nucléaire de Plogoff : 
- contre : Jean Normant, Jeanine Mens, Jacques Morvan (mais le PCF national est pour) ;
- plutôt contre : Henri Cogan ;
- pour : Jean Sergent.

| Candidats | Candidats      | Étiquette | Premier tour | Premier tour | Second tour | Second tour |
| Candidats | Candidats      | Étiquette | Voix         | %            | Voix        | %           |
| --------- | -------------- | --------- | ------------ | ------------ | ----------- | ----------- |
|           | Henri Cogan    | UDF-CDS   | 3 269        | 30,10        | 6 518       | 56,05       |
|           | Jean Sergent * | App.UDF   | 3 009        | 27,70        |             |             |
|           | Jean Normant   | PS        | 2 532        | 23,31        | 5 111       | 43,95       |
|           | Jacques Morvan | PCF       | 1 325        | 12,20        |             |             |
|           | Jeanine Mens   | PSU       | 727          | 6,69         |             |             |
|           |                |           |              |              |             |             |
| Inscrits  | Inscrits       | Inscrits  | 17 626       | 100,00       | 17 725      | 100,00      |
| Votants   | Votants        | Votants   | 11 126       | 63,12        | 11 922      | 71,28       |
| Exprimés  | Exprimés       | Exprimés  | 10 862       | 97,63        | 11 629      | 97,54       |

*sortant

### Canton de Pont-l'Abbé
| Candidats | Candidats      | Étiquette | Premier tour | Premier tour | Second tour | Second tour |
| Candidats | Candidats      | Étiquette | Voix         | %            | Voix        | %           |
| --------- | -------------- | --------- | ------------ | ------------ | ----------- | ----------- |
|           | Henry Bénard * | UDF-CDS   | 8 252        | 46,14        | 8 577       | 44,14       |
|           | Jean Folgoas   | PS        | 4 271        | 23,88        | 10 853      | 55,86       |
|           | Jean Kervision | PCF       | 3 311        | 18,51        |             |             |
|           | Guy Le Rhun    | PSU       | 2 050        | 11,46        |             |             |
|           |                |           |              |              |             |             |
| Inscrits  | Inscrits       | Inscrits  | 26 821       | 100,00       | 26 821      | 100,00      |
| Votants   | Votants        | Votants   | 18 367       | 68,33        | 19 843      | 73,98       |
| Exprimés  | Exprimés       | Exprimés  | 17 884       | 97,37        | 19 430      | 97,92       |

*sortant

### Canton de Rosporden
Louis Huitric (PS) élu depuis 1967 ne se représente pas.
| Candidats | Candidats            | Étiquette | Premier tour | Premier tour | Second tour | Second tour |
| Candidats | Candidats            | Étiquette | Voix         | %            | Voix        | %           |
| --------- | -------------------- | --------- | ------------ | ------------ | ----------- | ----------- |
|           | Gilbert Montfort     | PS (*)    | 2 927        | 42,89        | 4 371       | 67,95       |
|           | Marie-France Le Dain | App.UDF   | 1 854        | 27,17        | 2 062       | 32,05       |
|           | Francis Dufour       | PCF       | 1 789        | 26,21        |             |             |
|           | Paul Guéguéniat      | UDB       | 255          | 3,74         |             |             |
|           |                      |           |              |              |             |             |
| Inscrits  | Inscrits             | Inscrits  | 8 919        | 100,00       | 8 916       | 100,00      |
| Votants   | Votants              | Votants   | 6 953        | 77,96        | 6 700       | 75,15       |
| Exprimés  | Exprimés             | Exprimés  | 6 825        | 98,16        | 6 433       | 96,02       |

### Canton de Saint-Pol-de-Léon
| Candidats | Candidats          | Étiquette | Premier tour | Premier tour |
| Candidats | Candidats          | Étiquette | Voix         | %            |
| --------- | ------------------ | --------- | ------------ | ------------ |
|           | François Prigent * | UDF-CDS   | 7 224        | 70,60        |
|           | Emmanuel Delange   | PS        | 2 306        | 22,54        |
|           | Andrée Moat        | PCF       | 702          | 6,86         |
|           |                    |           |              |              |
| Inscrits  | Inscrits           | Inscrits  | 15 560       | 100,00       |
| Votants   | Votants            | Votants   | 10 497       | 67,46        |
| Exprimés  | Exprimés           | Exprimés  | 10 232       | 97,48        |

*sortant

### Canton de Saint-Thégonnec
Louis Guillou (UDF-CDS) élu depuis 1964 ne se représente pas.
| Candidats | Candidats            | Étiquette | Premier tour | Premier tour | Second tour | Second tour |
| Candidats | Candidats            | Étiquette | Voix         | %            | Voix        | %           |
| --------- | -------------------- | --------- | ------------ | ------------ | ----------- | ----------- |
|           | Joseph Le Mer        | CNIP      | 1 553        | 38,70        | 2 132       | 50,85       |
|           | Jean-Claude Kerdilès | PS        | 929          | 23,15        | 2 061       | 49,15       |
|           | Jean Laurent         | CNIP      | 860          | 21,43        |             |             |
|           | Jean Kerbaol         | PCF       | 483          | 12,04        |             |             |
|           | Yvon Croguennec      | UDB       | 188          | 4,69         |             |             |
|           |                      |           |              |              |             |             |
| Inscrits  | Inscrits             | Inscrits  | 5 179        | 100,00       | 5 179       | 100,00      |
| Votants   | Votants              | Votants   | 4 060        | 78,39        | 4 262       | 82,29       |
| Exprimés  | Exprimés             | Exprimés  | 4 013        | 98,84        | 4 139       | 97,11       |